# 番組制作会社
番組制作会社（ばんぐみせいさくがいしゃ）は、放送局からの依頼でテレビ番組、ラジオ番組制作をする会社。
2015年（平成27年）10月時点では、日本の全てのテレビ局の殆どのテレビ番組ジャンルが、番組制作会社によって制作されている。

## 概要
ラジオ業界においては、民放AMラジオ局の開局が相次いだ1950年代には番組制作会社がすでに存在しており、番組販売が盛んに行われていた。当時は民放ラジオ局の黎明期であり、またラジオ局が急増したことから、経験者も番組制作能力も不足していたからである。この時期に創業した、現存する制作会社としては桑の実プロ・太平洋放送協会（ともに1960年〈昭和35年〉創業）などがある。
テレビ業界においては、古くは1960年代から、映画会社やニュース映画制作に携わった新聞社がテレビ番組制作に関わり、またニュース映像やドラマの制作プロダクションが誕生したが、1970年（昭和45年）以前はアニメや特撮を除いてテレビ局の社員のみでテレビ番組を制作したり、テレビ局主導でテレビ番組の制作が進められてきた。
会社事業として目立って来たのが、1970年（昭和45年）にTBS局内の労働闘争であったTBS闘争を機に、萩元晴彦、村木良彦を含めた十数名を中心とするメンバーでTBSを退社し「テレビマンユニオン」を創立。この企業が独立系で業界最初の番組制作会社とされている。また、大手の制作会社の場合、資本構造で放送局が大株主になっている場合が多く、公共放送、在京キー局、準キー局、基幹局等、テレビ局の資本が入った番組制作会社や芸能プロダクション自体がテレビ番組制作をしているケースも存在しており、様々なジャンルのテレビ番組の制作からスタッフ派遣も手掛けている。資本関係にあるテレビ局の編成上、役職の役員が出向して番組制作会社の幹部として所属する場合がある。
1982年（昭和57年）には任意団体として、「全日本テレビ番組製作社連盟」が設立される。主に、番組制作会社が制作するテレビ番組の著作権の扱いにおいて、その帰属に関してテレビ局との間で交わされる不平等な契約を是正する目的で立ち上げられた。加盟している番組制作会社だけで122社存在する。

## 問題点
労働環境が劣悪で「3K職場」の典型であり、現場のADやディレクターが「きつい・帰れない・給料安い」ので人材の入れ替わりが激しい。
放送局とプロダクションの歪んだ関係で局が出す番組制作費が著しく安く、特にドラマ系の場合が厳しく「番組製造原価が制作費の8～9割に達する事もザラで、残りの1～2割から経費等を支出したら、手元に殆ど何も残らない事が多く、「十年、二十年と自転車操業でやってきて、資本の蓄積が何もない」プロダクション社長の決まり文句である。
2008年はリーマンショックがあり、その直接の原因かどうか不明だがテレビ局で始まった制作コストの削減という動きが背景には事実で、いつから始まったかと制作会社に聞くと「2007年後半」「2008年初頭や春頃から」と、回答がややばらけたが「1～2年の間」と言う回答が多かった。放送局も番組も異なるが、2008年4月以降に前年度比で10%超のコストダウンを求められた制作会社があり制作費カットを通告されたが、数%カットで済んだ制作会社もあった。コストダウンと同時に発注回数が減らされ、同じ番組からの受注額がほぼ半減してしまったという制作会社もあった。
『天才!志村どうぶつ園』（日本テレビ）の番組制作会社社長が自殺した際、「借金が5000万円前後で、自殺の前日に弁護士さんと会って、自己破産の手続きをする話」を同業者をしており、自身の日記にそれが原因と言う記述があった」と報道された。また、テレビ制作会社は、ここまで追い詰められているのか。
極端な例では、2008年春頃、『ザ・ノンフィクション』（フジテレビ）の制作費用を大幅削減を制作会社に打診してきたケースとして、新規の撮影を減らす一方で過去のアーカイブを流用したシリーズ化を図る等手法の変更と、番組一本あたりのコスト削減を組み合わせて全体で75％カットを求めてきたが、ATPが仲介交渉に乗り出し、「内容が同じで買い値だけを下げる『買いたたき』ではないか」と主張したため、結局、50％カットの譲歩案が示され、番組1本当たり削減も撤回されたとされる。
賞取りの常連とか有力タレントを抱えた一部のプロダクションを除けば、完全に買い手市場のマーケットなので、局の提示する金額や納期、著作権の帰属などの条件を拒否出来ず、拒否すれば契約が打ち切られてしまい、それまでとなる。
放送局がコンプライアンス導入前は、局と制作会社との番組委託制作において口約束をして、書面契約を交わさないケースが多々存在した。当時、ATPの理事だった澤田は「契約書を必ず交わすと約束してからも、局にはそれをちゃんと実行しないズボラなプロデューサーやディレクターが2割～3割は存在していた」と吐露している。
しかし、『発掘!あるある大事典』（関西テレビ）2007年1月7日放送分のやらせ問題以降、日本映像事業協会が2008年に当時の団体加盟百数十社に対しアンケートを行ったら、書面を交わさない委託契約が0と言う結果になった。その理由は、放送局内の契約管理システムにて契約書データを投入していないとアラートが上がる仕様を採用しており、規定通りに契約書類を交わすこともそうだが、番組パッケージVTRの納品期限厳守、局側のチェック担当社員の増員等番組制作会社に対するチェック体制の強化に乗り出した事が要因となっている。